# Бела Илеш
Бела Илеш (мађ. Béla Illés; Кошице, 22. март 1895 — Будимпешта, 5. јануар 1974) је био мађарски лево-оријентисани писац и новинар. Као аутор неколико међународних успешница превођен је на више јазика. Бавио се нарочито међукултурним темама у Закарпатју, тада граници Аустроугарске и Руске империје и лошим положајем сељака и националних мањина (Русина, Јевреја).
Током 1916. године постао је доктор права, за време Првог светског рата борио се на румунском, албанском и италијанском фронту. Након кратког боравка у Бечу преселио се у Совјетски Савез где је радио у фабрици као обичан радник а касније постао члан секретаријата „Удружења Совјетских књижевника“. У Другом светском рату био је добровољац у одбрани Москве. У Будимпешту се вратио 1945. године и тамо се бавио писањем књига.

## Дела
- Doktor Utrius Pál honvédbaka iratai (1916) (Записи војника доктора Пала Утријуса)
- Ég a Tisza (1929) (Тиса и небо)
- Kárpáti rapszódia (1939) (Карпатска рапсодија)
- Új bor (1945) (Ново вино)
- Erdei emberek (1945) (Шумски људи)
- Zsatkovics Gergely királysága (1946) (Краљевство Гергеља Затковича)
- Fegyvert és vitézt éneklek (1949) (Певам војнику и оружју)
- Vígszínházi csata (1950) (Комична битка)
- Honfoglalás (1952) (Освајање)
- Harminchat esztendő (1956)(Тридесет шест година)
- Válaszúton (1958) (Раскрсница)
- Anekdoták könyve (1960) (Књига анегдота)
- Lövészárokban (1966) (У рову)
- Pipafüst mellett (1967) (Поред дуванског дима)
- Varázsló inasok (1978) (Чаробњакови шегрти)